# Susanne Albrecht
Susanne Albrecht (Hamburg, 1 maart 1951) is een voormalig lid van de West-Duitse links-radicale terreurgroep Rote Armee Fraktion (RAF).
Albrechts vader was een gerenommeerd advocaat in Hamburg. Na het afsluiten van haar middelbareschooltijd begon zij aan een studie pedagogie, sociologie en psychologie aan de Universität Hamburg. In haar studietijd was zij actief in de kraakbeweging en in een "Comité tegen Folter" dat protesteerde tegen de omstandigheden waaronder de RAF-leden gevangen werden gehouden.
Op 30 oktober 1974 nam Albrecht deel aan de bezetting van het kantoor van Amnesty International in Hamburg. Aan deze bezetting namen ook Ralf Baptist Friedrich en Christian Klar deel. In 1976, nadat zij haar eerste staatsexamen voor het onderwijsvak had afgelegd, werd zij lid van de RAF, net als andere deelnemers aan de bezetting bij Amnesty.
Albrecht speelde een sleutelrol bij de moord op de bankier Jürgen Ponto op 30 juli 1977: Albrechts vader was een studievriend van Jürgen Ponto. Susanne Albrecht kwam, door haar ouders aangekondigd, op bezoek in het gezelschap van Brigitte Mohnhaupt en Christian Klar. Mohnhaupt en Klar schoten Ponto dood.
In 1978 en 1979 zat Albrecht in een Palestijns trainingskamp in Jemen.
Op 25 juni 1979 pleegde zij, samen met Werner Lotze en Rolf Clemens Wagner, in het Belgische Obourg een aanslag op de toenmalige opperbevelhebber van de NAVO, generaal Alexander Haig. Haig bleef bij deze aanslag ongedeerd, maar drie lijfwachten raakten gewond.
In 1980 verliet Albrecht als "Aussteiger" de Bondsrepubliek en reisde via Praag naar de DDR. Zij kreeg hier van de geheime dienst Stasi een nieuwe identiteit. Albrecht ging onder de naam Ingrid Jäger in Cottbus wonen. Hier werkte ze aan de hogeschool als vertaler Engels en trouwde met een wetenschapper, die later verklaarde dat hij niets van Albrechts verleden wist. In die tijd heette zij Becker, kreeg een kind en werkte als laborant. In haar nieuwe woonplaats Köthen werd zij ontmaskerd toen het ZDF in 1986 over Albrecht berichtte. De Stasi liet haar naar Oost-Berlijn verhuizen.
Op 7 juni 1990, na de val van de Berlijnse Muur werd zij in de Berlijnse wijk Marzahn door de Volkspolizei aangehouden. Bij haar proces in Stuttgart-Stammheim maakte Albrecht gebruik van een kroongetuigenregeling. In 1991 werd zij tot 12 jaar gevangenisstraf veroordeeld, waarvan zij een deel uitzat. In 1993 mocht zij op gezette tijden de gevangenis verlaten en in 1996 werd zij vrijgelaten. Tegenwoordig werkt zij onder een andere naam als lerares Duits voor migrantenkinderen in de stad Bremen.